# ألبرتشينا دو أوليفيرا كوستا
ألبرتشينا دو أوليفيرا كوستا، عالمة اجتماع ومحررة وواضعة نظريات وناشطة نسوية برازيلية الجنسية. وهي عضو في مؤسسة كارلوس شاغاس وواحدة من الباحثين الأساسيين في القضايا المتعلّقة بدراسات المرأة في البرازيل. تخّرجت كوستا بشهادة في مجال العلوم الاجتماعية من جامعة ساو باولو. تنتمي مواضيعها النظرية إلى مجال دراسات النوع الاجتماعي (دراسات الجندر)، إلا أنها كانت ذات بعد نسوي مائل إلى العمل الناشط؛ كالدفاع عن حقوق المرأة والسياسات العامة وحقوق الإنسان. شغلت كوستا منصب عضو في المجلس الوطني لحقوق المرأة، إضافة إلى عملها كمحررة في مجلة «دفتر الأبحاث». تعاونت أيضاً مع مجلتي «الدراسات النسوية» و«دفتر باغو»، وكان ذلك أثناء عملها في اللجنة التنفيذية ضمن «المجلة الدولية لحقوق الإنسان».

## أعمال مختارة
- «ذكريات نساء المنفى: العمل الجماعي» (1980).
- «ذكريات المنفى» (1980).
- «هل تعيش النسوية في المناطق المدارية؟» (1988).
- «التمرّد والخضوع: دراسات حول حالة الأنثى»، بالتعاون مع ماريا كرستينا أرينيا بروسكيني ومؤسسة كارلوس شاغاس (1989).
- «وصول المرأة إلى المواطنة: أسئلة مفتوحة» (1991).
- «النوع الاجتماعي والجامعات»، بالتعاون مع إيفا الترمان بلاي (1992).
- «الدفاتر البحثية وتوحيد دراسات النوع الاجتماعي»، بالتعاون مع كرستينا بروسكيني (1992).
- «سؤال حول النوع الاجتماعي»، بالتعاون مع ماريا كرستينا بروسكيني (1992).
- «بين الفضيلة والخطيئة»، بالتعاون مع ماريا كرستينا بروسكيني (1992).
- «بدائل قليلة: الصحة والجنس والإنجاب في أمريكا اللاتينية»، بالتعاون مع تينا أمادو (1994).
- «دراسات المرأة في البرازيل أو إستراتيجية الحبل المشدود» (1994).
- «الأبطال والممثلون المساعدون: كارتولا والدراسات النسوية» (1996).
- «الحقوق المتأخرة: الصحة والجنس والإنجاب في أمريكا اللاتينية» (1997).
- «قصة تستحق أن تروى: الأبحاث في مؤسسة كارلوس شاغاس»، بالتعاون مع أنجيلا ماريا مارتنز وماريا لورا بوغليري باربوسا فرانكو (2004).
- «مراجعة للدراسات النسوية في مرحلتها الأولى في ريو دي جانيرو» (2004).
- «سوق العمل والنوع الاجتماعي: مقارنات عالمية»، بالتعاون مع أدريانا فونتيس (2008).